# 鄭佳恩
鄭佳恩（韓語：정가은，本名白成香（백성향），後改名為，1978年6月20日—），韓國女演員、女模特，已婚，於2016年7月誕下一女。2018年1月27日離婚。

## 演出作品

### 電視劇
- 2005年：SBS《嫁給百萬富翁》
- 2006年：KBS《19歲的純情》
- 2006年：MBC《再見Francesca Season 3》
- 2008年：ComedyTV 《飼養愛玩男我是寵物Season5》
- 2009年：MBC《穿透屋頂的High Kick》飾演 鄭寶石的初戀
- 2011年：MBC《千次的吻》飾演 張慧彬
- 2012年：KBS《Family》飾演 美子
- 2013年：SBS 《主君的太陽》飾演 安珍珠[5]
- 2014年：SBS Plus《女子漫畫皮鞋》飾演 林漢娜
- 2014年：JTBC《12年後的重逢：山蒜醬湯》飾演 靜熙（客串）

### 電影
- 2014年：《少女怪談》 飾演 小學教師（特別出演）
- 2023年：《无足轻重的人生》饰演 伊善

### MV
- 2006年：神話《Throw My Fist》
- 2009年：鄭燁《Nothing Better》

## 主持
- 2008年：MBC《無限GIRLS》[6]
- 2009年：MBC《MBC歌謠大戰》
- 2010年：MBC《MBC歌謠大戰》

## 綜藝節目
- 2008年：KBS《明星金鐘》
- 2009年：SBS《Star King》
- 2009年：KBS《對決！唱歌真好》
- 2009年：SBS《偶像老小的叛亂時代》
- 2010年：KBS《想像Plus》
- 2010年：SBS《強心臟》
- 2010年：MBC《Idol Maid偶像女僕》
- 2011年：SBS《英雄豪傑》
- 2011年：SBS《每天每夜》
- 2013年：JTBC 《魔女狩猎》　EP3
- 2014年：JTBC《拜託了冰箱》　EP1~EP9
- 2015年：tvN《週三美食匯》
- 2015年：Mnet《看見你的聲音》　EP6、EP7

## 外部連結
- NAVER （页面存档备份，存于）
- 鄭佳恩的Instagram帳戶
- 鄭佳恩的X（前Twitter）
- 鄭佳恩的cyworld （页面存档备份，存于）